# 广州塔
广州塔又称广州新电视塔，昵稱小蠻腰，坊間稱扭紋柴或針筒，位于中国广东省广州市海珠区赤岗街道艺洲路赤岗塔附近地面，海拔高程600米，距离珠江南岸125米，与海心沙岛及珠江新城隔江相望。是一座以观光旅游为主，具有广播电视发射、文化娱乐和城市窗口功能的電波塔，为2010年在广州举行的第十六届亚洲运动会提供转播服务。
广州塔由上海建工集团负责施工，在2009年9月竣工。并于2010年10月1日起正式对公众开放。广州塔竣工后的整体高度达到610米（后削减天线10米），其中塔身主体454米，天线桅杆146米，成为广州的新地标。目前广州塔是仅次于东京晴空塔的世界第二高塔和中国第二高的塔式建筑物。

## 背景
1999年，《广州市新城市中轴线珠江新城段城市设计》首次提出，在广州城市新中轴线珠江南岸设计一处塔式结构建筑，宣示广州“建设现代化大都市，迈入21世纪的宏伟理想”，2003年12月15日，广州市政府常务会议原则通过《关于加快广州市文化基础设施建设的意见》，由广州市建委牵头负责、广州电视台配合，正式启动了广州新电视塔建设工程。

## 命名过程

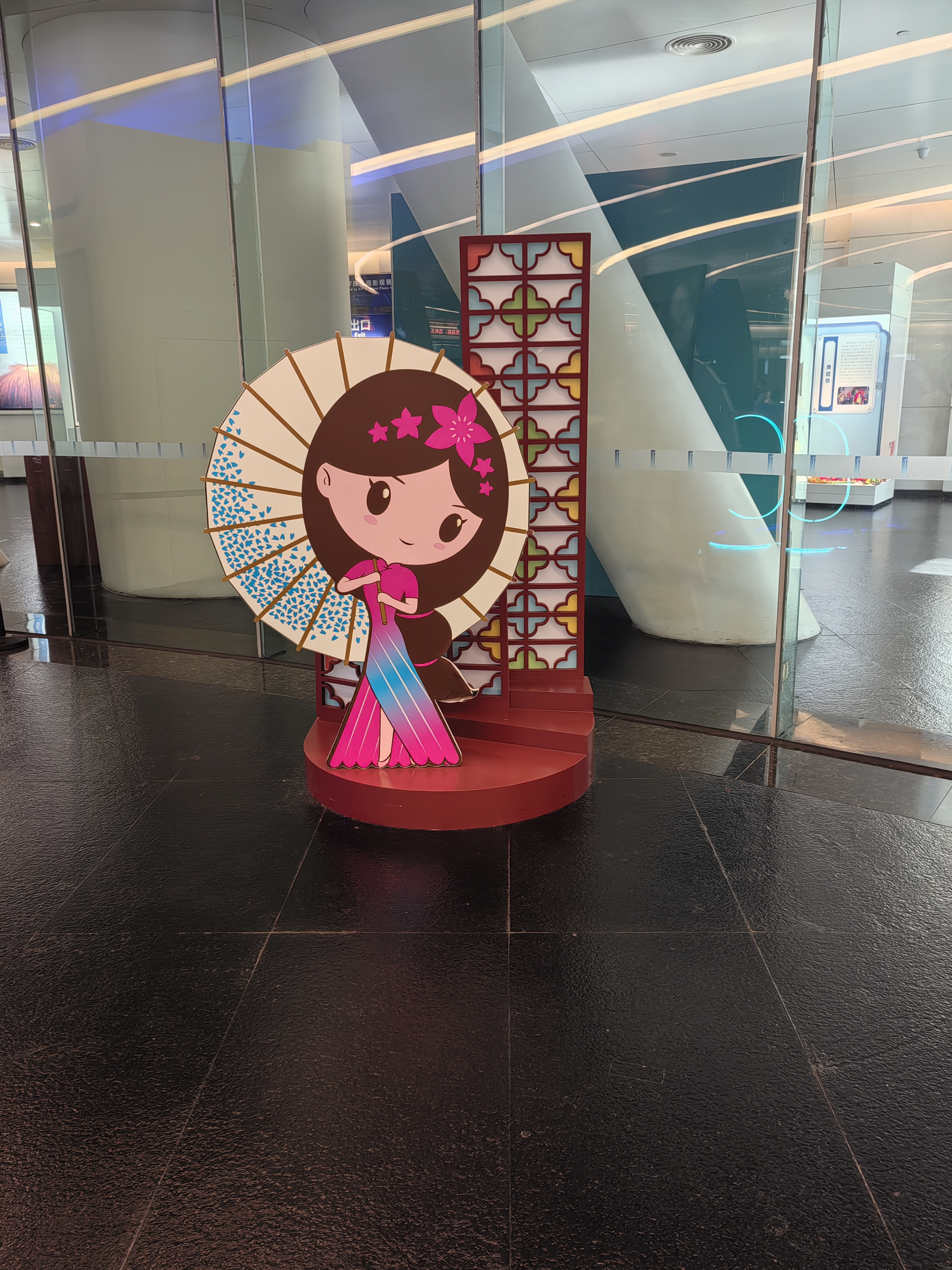
廣州塔吉祥物「小蠻腰」得名於廣州塔的別名

广州塔落成前，官方命名为广州电视观光塔（Guangzhou TV & Sightseeing Tower）。
2009年于网上公开募征新名称，当时由“海心塔”摘得桂冠，理由为该建筑正对海心沙，却引起各方反对指该塔并非位于海心沙岛之上，而是座落海珠区赤岗街道艺洲，因受过多质疑，其命名被官方否决，并表示最终名称仍需商讨。不少市民喜歡稱之為“扭紋柴”，宣傳推廣稱之為“小蠻腰”。在2010年9月28日的新闻发布会上，该塔被建设方正式命为“广州塔”（Canton Tower）。广州塔也被民众戏称为“羊巅峰”。
英文命名方面，社会一般围绕讨论是使用还是。在广州塔落成之前，其英文名称曾暂时使用中文名称“广州电视观光塔”的英文翻译，即。2009年，广州市政协委员耿树森建议将广州塔的英文名称命名为，以充分利用“Canton”这个国际知名的品牌，统一城市标识。最后，广州塔的正式英文名称使用了广州的传统称谓，即。雖然廣州塔由政府資本持有，但並非政府機構，所以在英文命名上具有自主性，相關的法律對其並不具有約束力。

## 设计

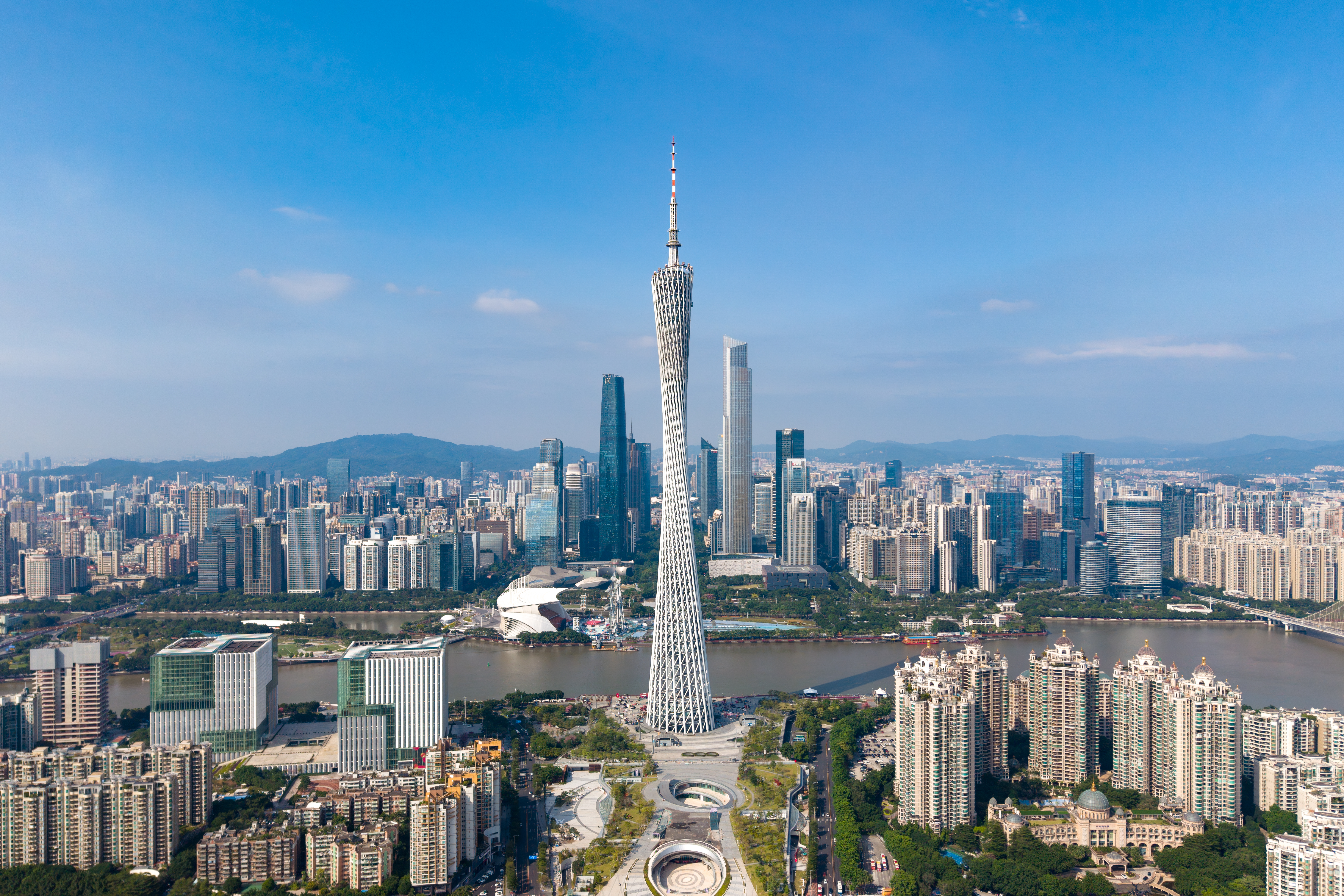
广州塔与周围建筑

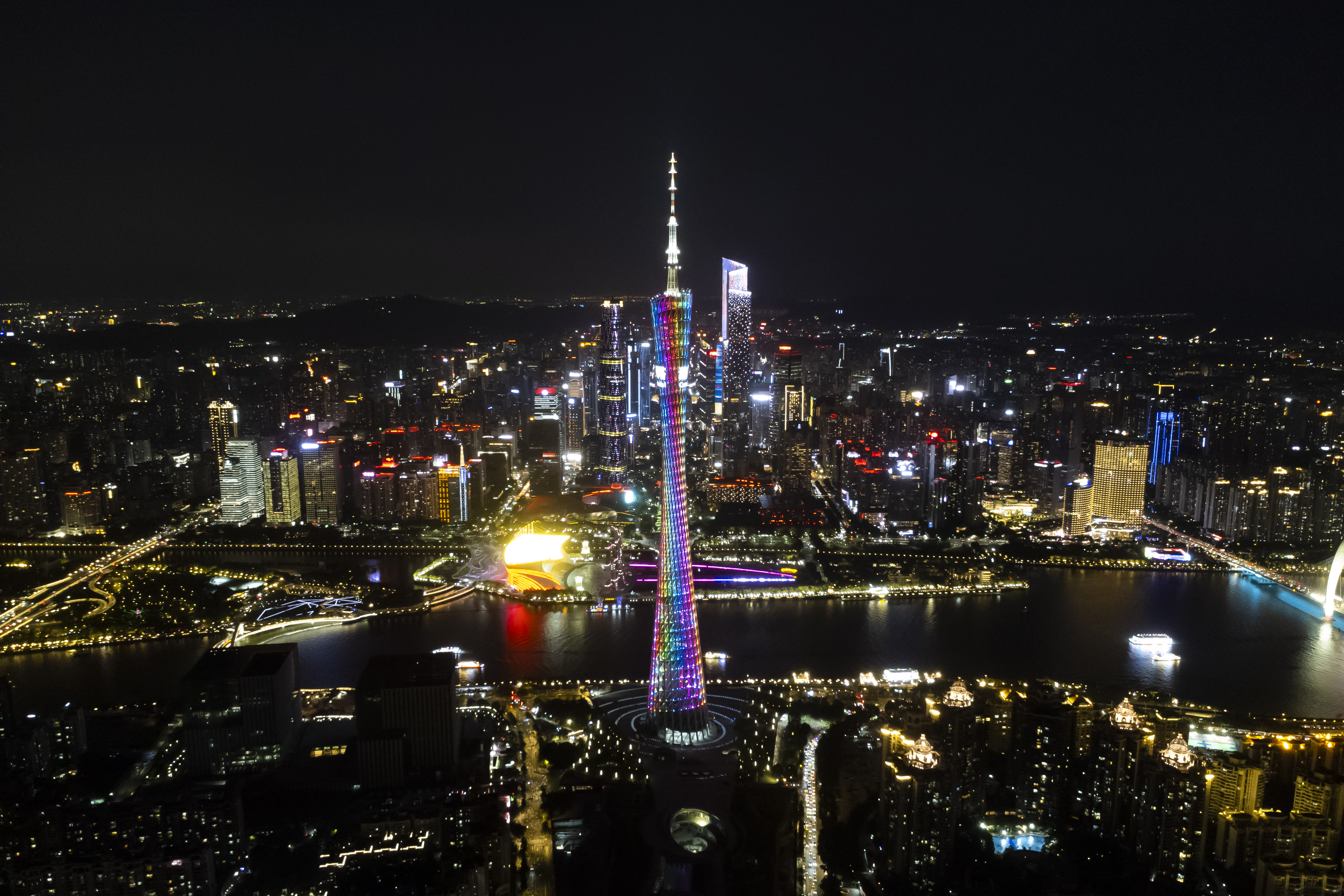
广州塔夜景

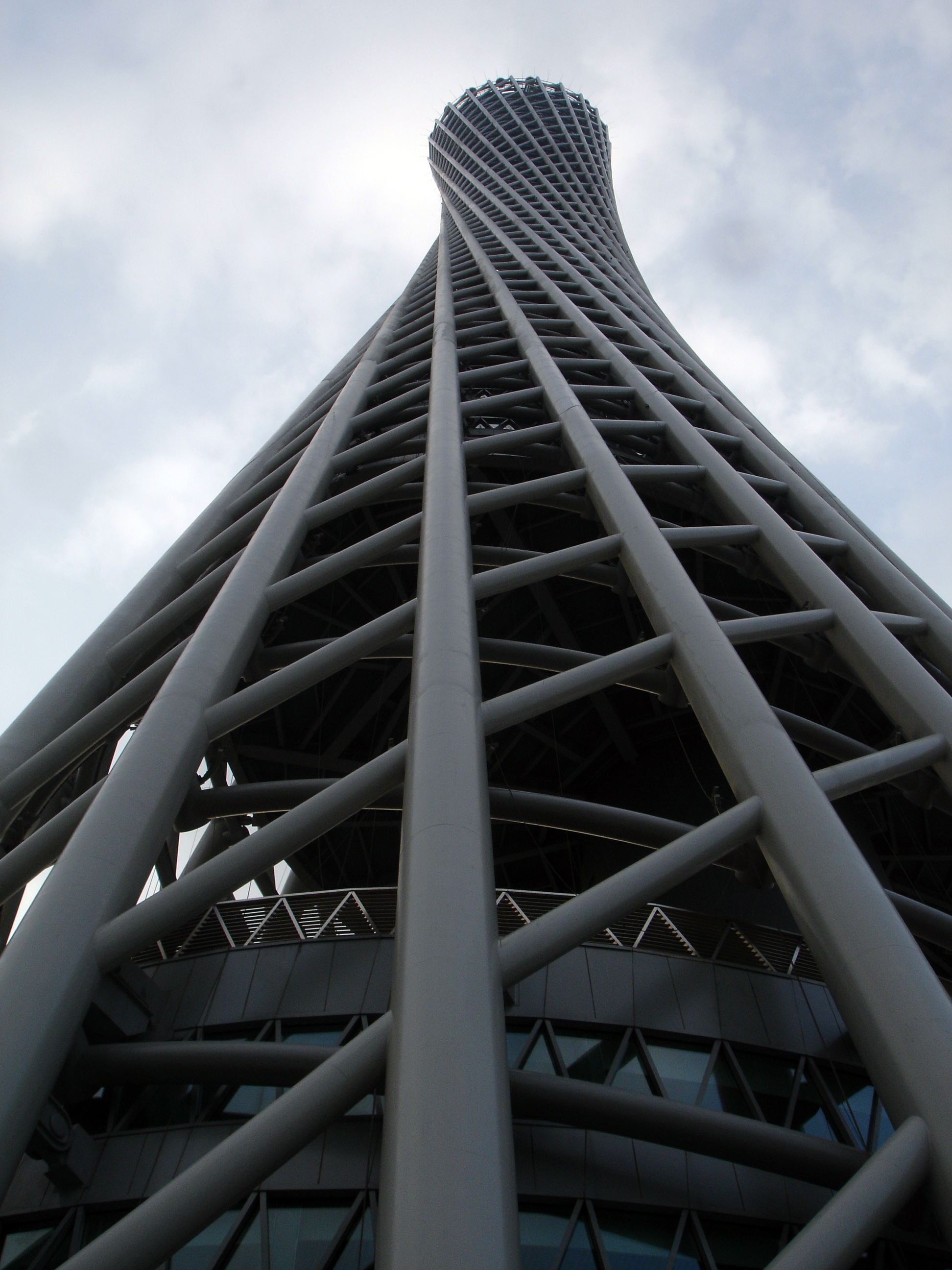
仰視廣州塔

广州塔的设计方案于2004年7月开始在广州市建委网站和广州交易会9号馆同时展示，并允许市民参与投票，共有13家机构（或联合体）递交了设计成果。在通过技术审查、专家评审并经过三轮投票后，建设部门最终选择了由荷兰IBA建筑师事务所与奥雅纳工程顾问公司联合体设计的4号方案，而此前民众呼声最高的1号方案1000米高塔则被否决。
塔身设计的最终方案为圆形的渐变网格结构，其造型、空间和结构由两个向上旋转的椭圆形钢外壳变化生成，一个在基础平面，一个在假想的450米高的平面上，两个椭圆扭转在腰部收缩变细。格子式结构底部比较疏松，向上到腰部则比较密集，腰部收紧固定了，像编织的绳索，再向上格子式结构放开，由逐渐变细的管状结构柱支撑。平面尺寸和结构密度是由控制结构设计的两个椭圆控制的，它们同时产生了不同效果的范围。顶部更开放的结构产生了透明的效果可供瞭望，建筑腰部较为密集的区段则可提供相对私密的体验。塔身整体网状的漏风空洞，可有效减少塔身的笨重感和风荷载。阻尼装置为电视塔靠近顶层的中央核心筒的两个各500吨容量的铁质水箱，水箱的下面安装有轨道，以便水箱可以滑动。当塔身晃动时，水箱可以通过传感器向反方向滑动，以此来消减塔身的晃动幅度，这可以使晃动位移降低40%。塔身采用特一级的抗震设计，可抵御强度7.8级的地震和12级台风（149+km/h），设计使用年限超过100年。
塔身外形通过钢斜柱、斜撑、环梁和内部的钢筋混凝土筒体的运用，实现垂直圆柱、水平圆环和对角线三个主要设计元素。塔身主色调为银灰色，采用外浅内深、层层深入的色彩过渡方案，其中，由24根锥形钢柱组成的外筒钢结构将采用浅灰色，46个圆环采用中灰色，而最里面的混凝土核心筒采用深灰色；塔身灯光将由1080个节点LED灯组成，通过计算机控制电路，可以产生各种变化的视频广告效果。塔顶将有三台射程超过1000米的激光灯束，分别指向珠江新城的廣州双塔和中信广场；而天线桅杆通过时控电路控制，每天亦可锁定不同颜色。塔身设计结合建筑、结构和美学，构成了一个纤细、挺拔、镂空、开放的外形效果。

### 功能
全塔共有如下功能区域：

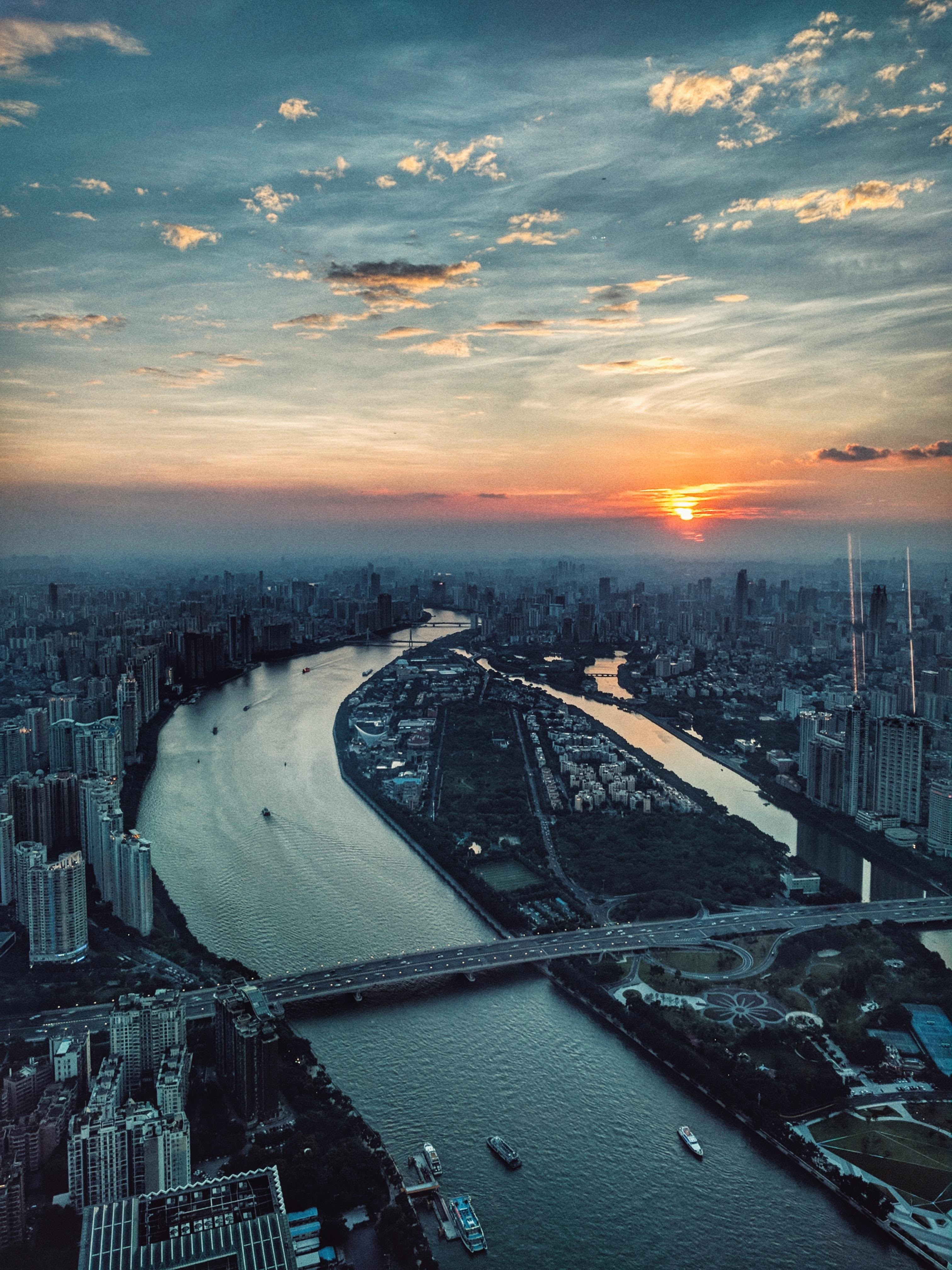
从塔顶看珠江

- 450米塔顶平台、塔顶观光球舱、塔顶速降座椅、激光灯。
- F功能段（450米）：激光灯每天锁定不同颜色，市民只要一看塔尖就知道今天是星期几。
- E功能段（428米至433.2米）：主要为室内观光大厅。
- E功能段（407.2米至422.8米）：旋转餐厅。
- D功能段（334米至355米）：主要为高空茶室。
- C功能段（147米至168米）：主要为旅游观景区和休闲区。
- B功能段（84米至116米）：特效电影和高科技游乐厅。
- A功能段（-5米至32米）：主要为游客大厅、礼仪大厅、旅游商场、多功能厅和停车场。

### 高度

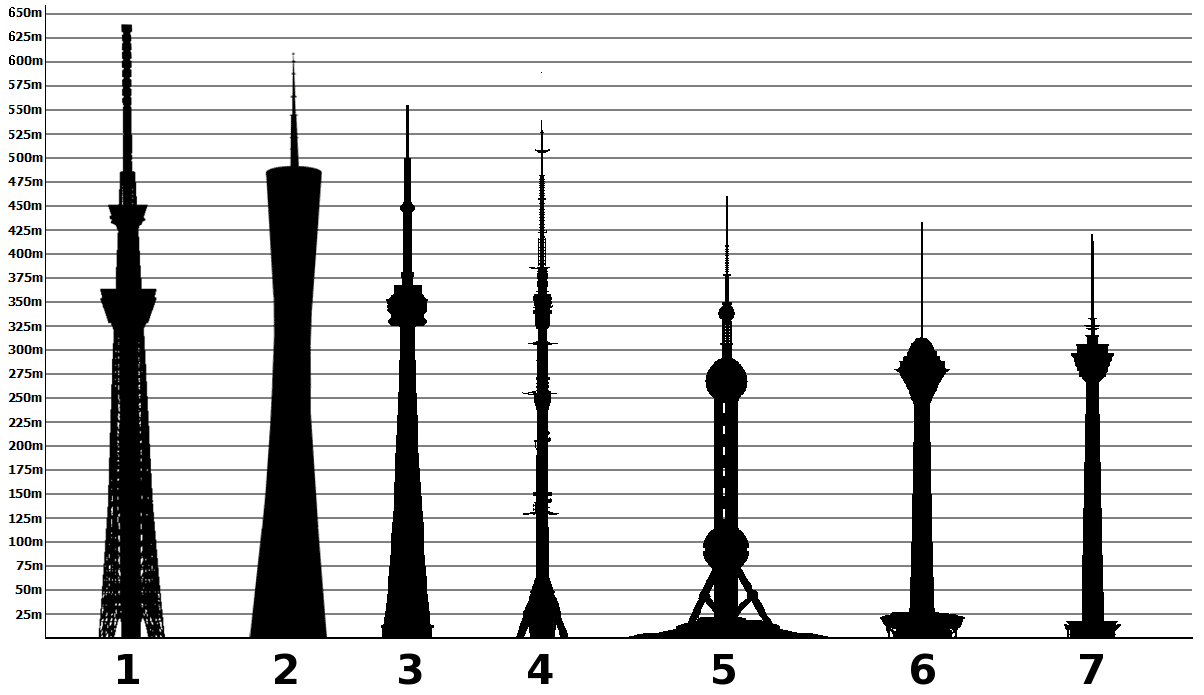
世界塔式建築高度排名（支柱式鐵塔除外）
1. 東京晴空塔
2. 廣州塔
3. 西恩塔
4. 奧斯坦金諾電視塔
5. 东方明珠广播电视塔
6. 默德塔
7. 吉隆坡塔

广州塔的设计高度为610米，由一座高约450米的主塔和一个高160米的天线桅杆构成。在实际施工招标中，设计方又作出修改，其中塔身增高了4米，天线高度由原来160米减为156米，而塔的总高度610米则维持不变。这意味着，原定450米高的观光平台又增高了4米，比上海东方明珠塔的观光层高出约191米。至2010年7月，受到建筑处于广州白云国际机场出入口航路上的影响，610米的高度对航空安全会造成隐患，广州塔按民航管理部门要求降低至600米，主要是削减了10米左右的天线部分。这一高度在2012年3月1日，被日本东京晴空塔（634米）超越。广州塔比世界世界最高建筑——2010年落成的哈里發塔（828米）矮228米。

### 世界之最
- 最长的空中漫步云梯：蜘蛛侠栈道位于168米至334.4米处，1088级阶梯围绕塔身核心筒螺旋向上，全长约1000米，是全球最长的空中漫步云梯；
- 最高的旋转餐厅：424米高的餐厅可容纳400人就餐；
- 最高的4D影院（英语：4D film）；
- 最高的露天观景台：高450米，面积为54米×40米，有半个足球场大；
- 最高的横向摩天轮：在450米露天观景平台外围，增设一个横向的摩天轮，可以乘坐摩天轮一览广州全景。

### 设计团队
- 建筑设计：信基建筑事务所（英语：Information Based Architecture）
- 设计人：马克·海默尔（Mark Hemel）和芭芭拉·库伊特（Barbara Kuit）
- 结构和设备/电气：奥雅纳
- 本地设计方：广州设计院
- 业主：廣州市城市建設投資集團有限公司和广州市广播电视台

## 建设

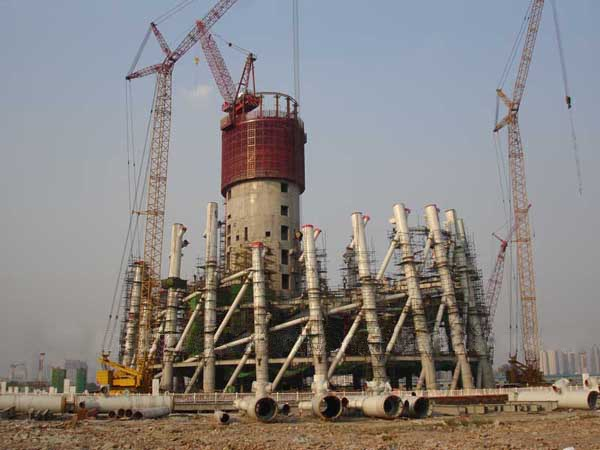
2007年4月
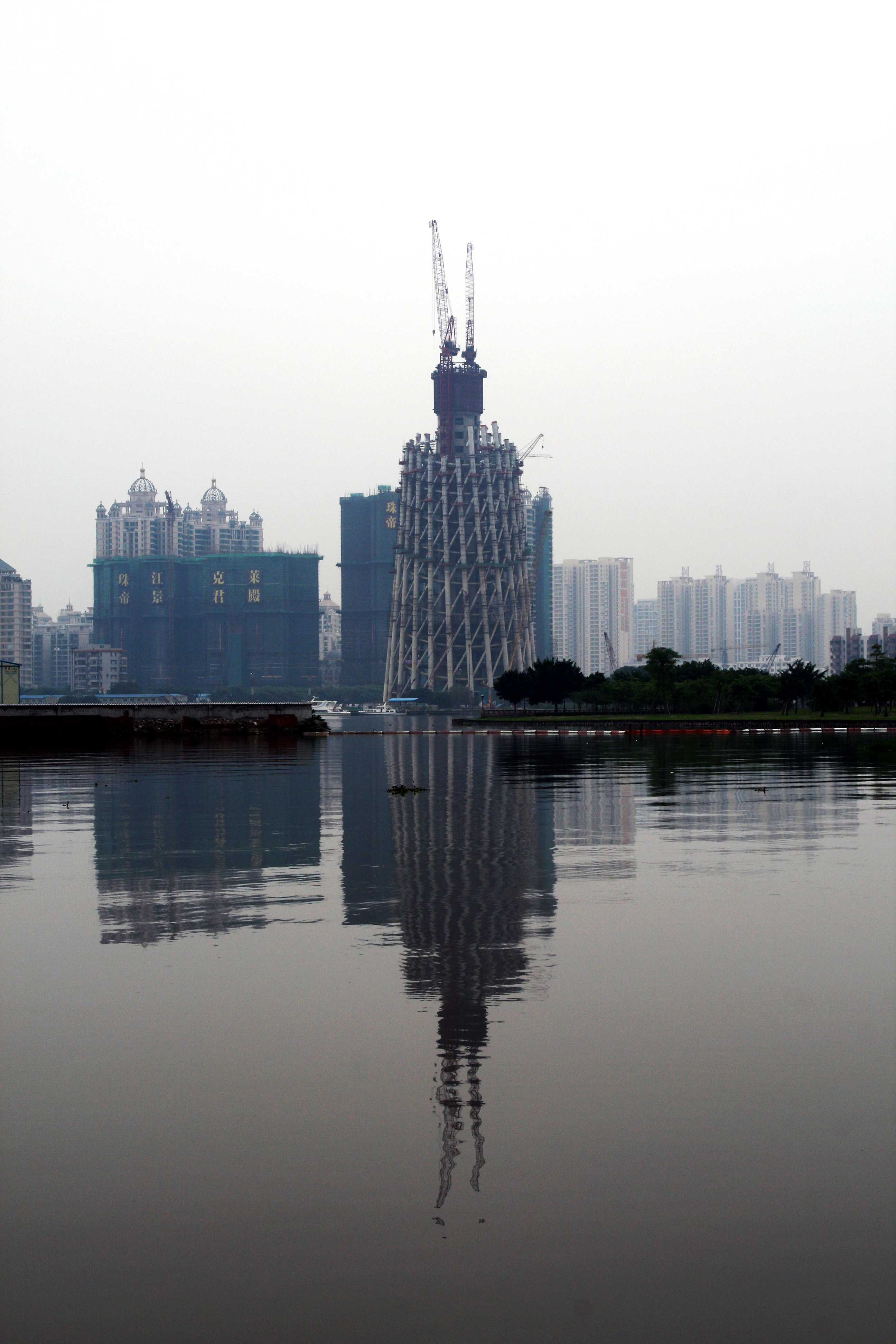
2007年6月
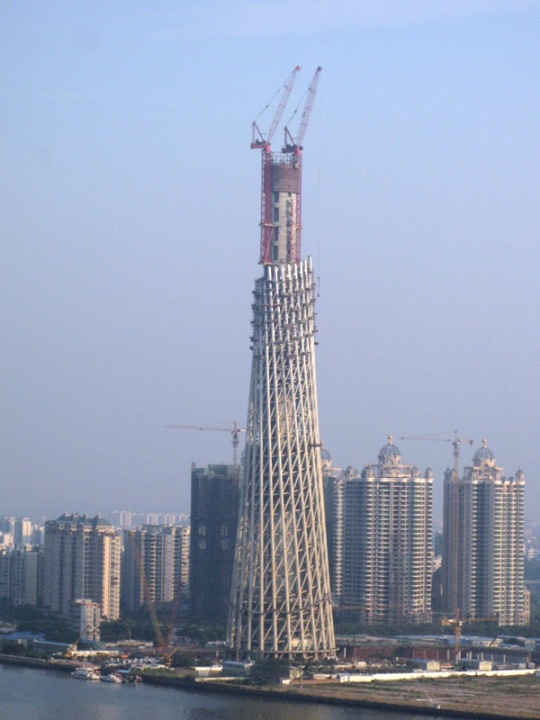
2007年11月
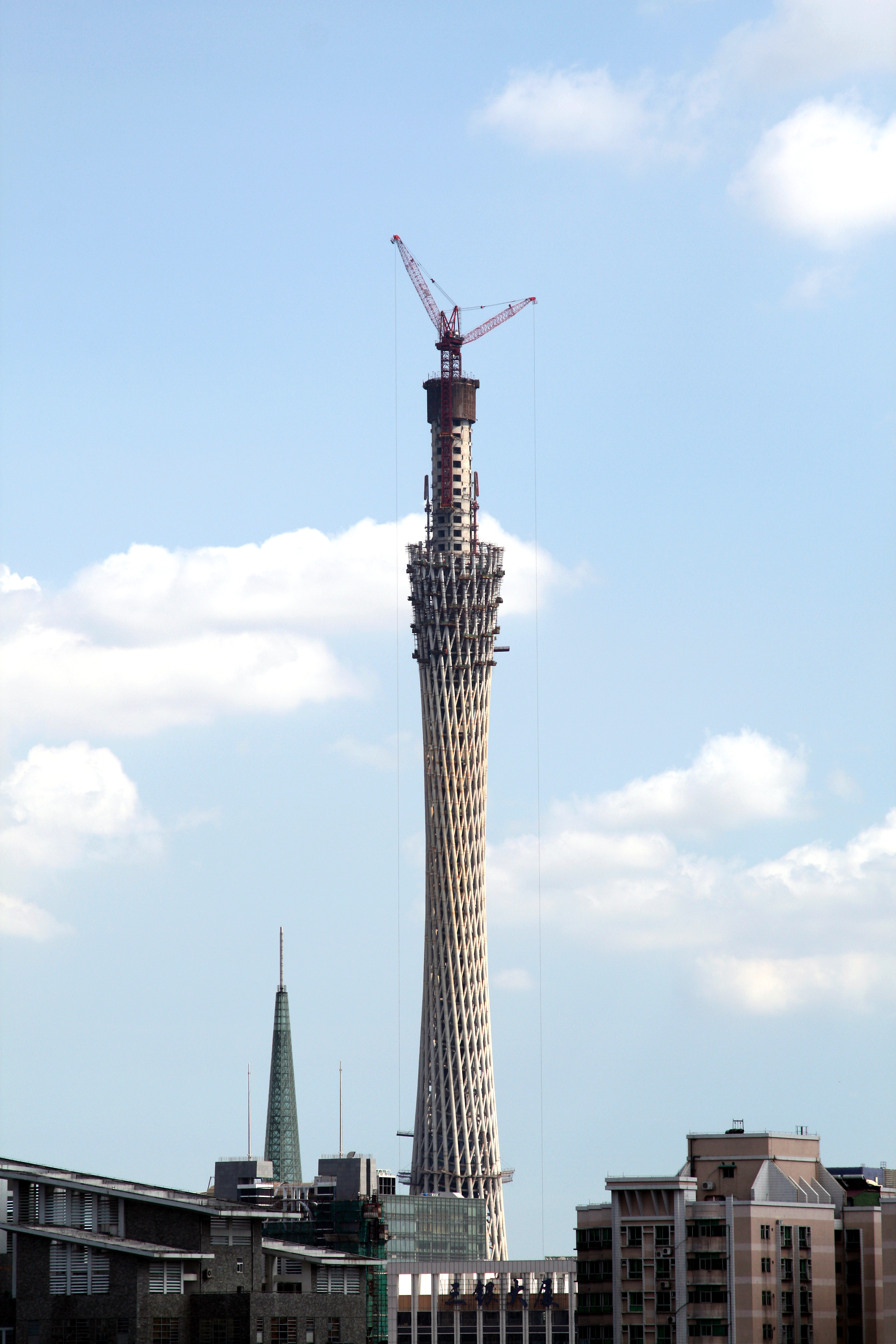
2008年
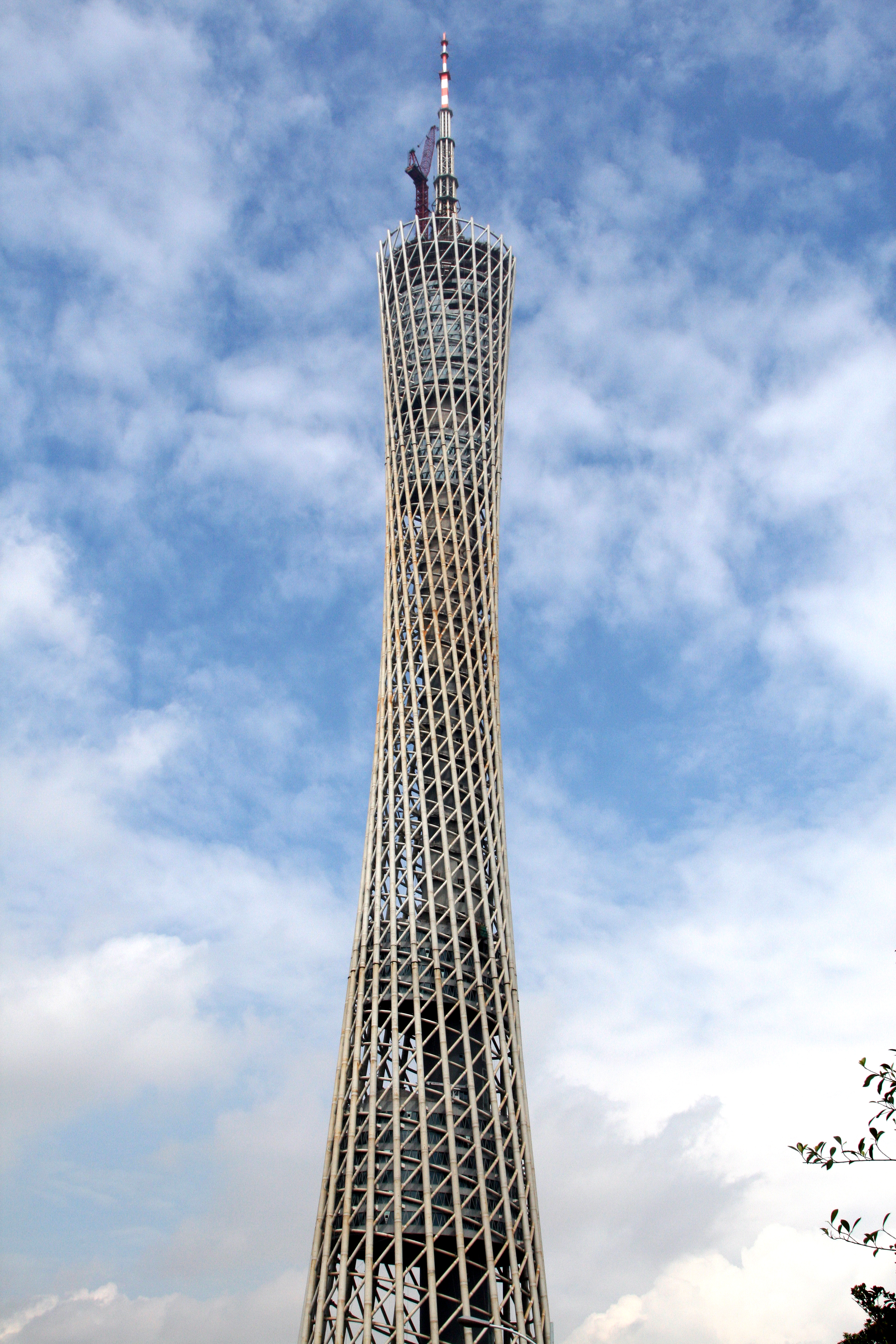
2009年
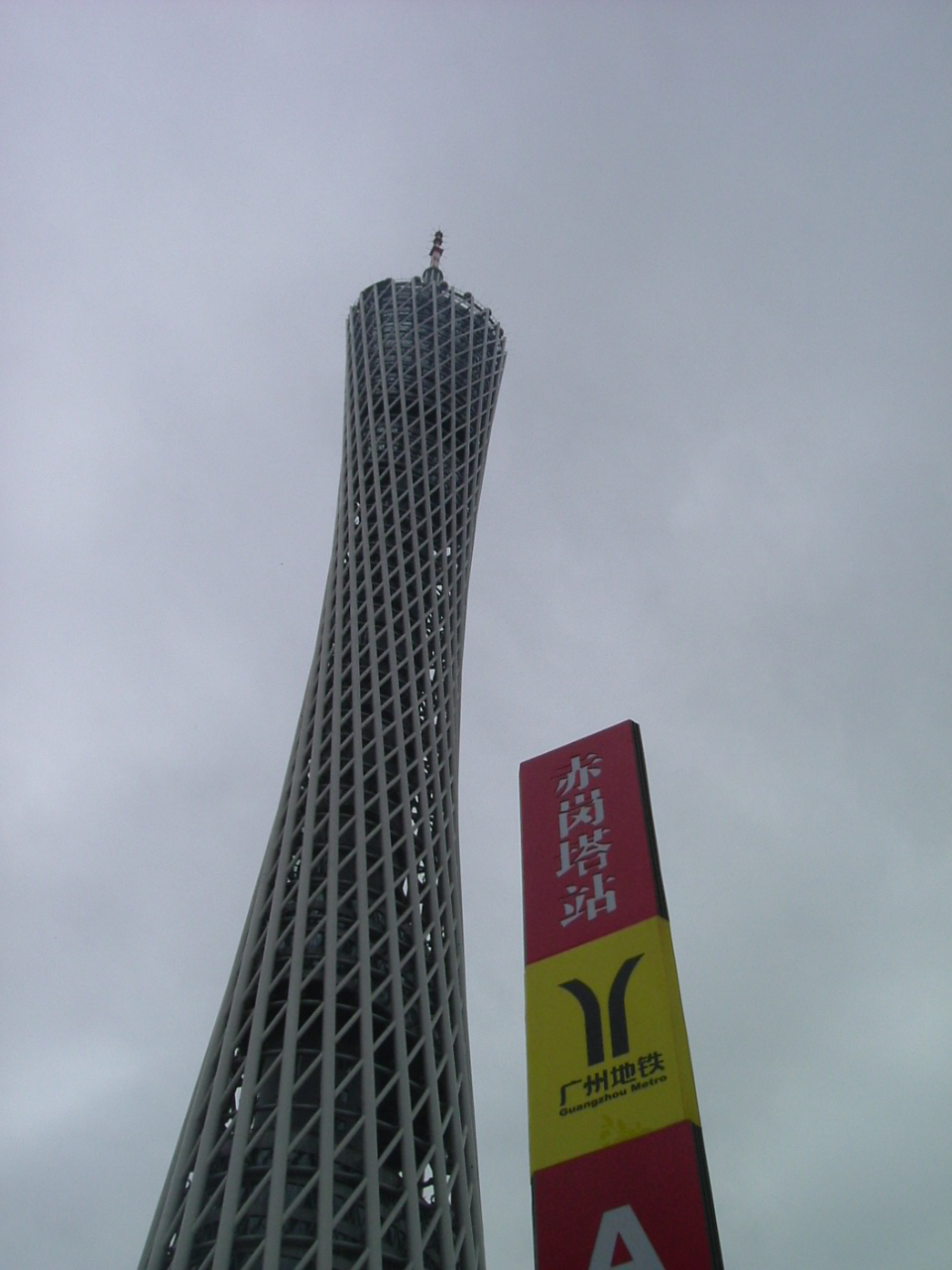
2010年（已完工）

广州电视观光塔项目总投资约29.48亿元人民币，由广州市城市建设投资集团有限公司（占90%股份）和广州电视台（占10%股份）合资组建的广州新电视塔建设有限公司负责建造。共需建设用地面积17.546万平方米，其中建设用地面积13.33万平方米，道路面积4.216万平方米。其总建筑面积114054平方米，塔体建筑面积44275平方米，地下空间建筑面积69779平方米。
2005年11月25日，广州塔正式动工兴建。
2006年4月6日，广州塔基坑工程验收完成，开始施工总承包开标。
2006年4月25日，广州塔开始主体桩基础工程施工。
2008年8月27日，广州塔454米的主塔体完成封顶，超过中信广场成为广州最高建筑。
2009年5月5日，广州塔天线提升完毕，达到610米最终高度。
2010年6月，由于担心影响飞机飞行安全，广州塔降低天线高度10米，为600米。
2010年10月1日，广州塔正式开放。
全部施工任务计划已经在2009年底完成，并于2010年正式投入使用，将承担第16届亚运会的转播任务。

## 配置
广州电视观光塔根据不同的功能规划而分成了9个区域，这当中包括电视和广播设施、观光平台、旋转餐厅、电子游戏、餐厅、展览空间、会议室、商店和四维影院，跳楼机等。
塔身底部隐藏了一个地下功能区，连接地铁、巴士站以及一个通往珠江北岸的地下行人隧道。地下层同样被规划建设多样的服务设施，包括博物馆、美食区、商业区和一个拥有600个车位的停车场。地下入口分为两个，一个与地面景观相连，另一个则通往公交系统和停车场。两个入口都设有慢速观光电梯和高速双层电梯可供使用，高速电梯的提升高度将达到438米，单次提升高度为世界上最高，一分半钟即可到达顶层。
塔身中段距地面80米至170米的区域，包含一个四维影院，一个游乐场，饭店，咖啡厅以及有茶座的室外花园。步行楼梯设在距地面170米处，由此开始螺旋上升，游客可以攀登将近200米的高度，全程穿越塔的腰部。
楼梯之上就是塔顶，塔顶同时包含了技术区和观光区：一个双层的旋转餐厅，一个风阻尼器和一个上层观景台。从上层观景台游客可以通过楼梯继续向上攀登，来到塔顶最高的一个圆形露天观景平台，俯瞰广州的市容。
2011年9月1日，位于塔身顶部的世界上最高的横向摩天轮面向公众开放。该摩天轮位于塔顶450－454米处，主要由观光球舱、轨道系统、登舱平台、控制系统等构成。整套摩天轮拥有16个观光球舱，每个球舱直径3.2米，可容纳4～6名乘客。舱围绕倾斜的椭圆形塔顶缓缓旋转，游客可在其中鸟瞰广州全貌。

### 訊號發射
廣州塔最初是以發射電視訊號為功能之一而興建。由於廣州市當局在1990年代起開始大力推廣收費有線電視，務求以清晰的視像誘使廣州市民停止自行接收未經審查的香港模擬地面電視訊號，方便過濾及中斷節目。經過二十多年發展後，普通市民家庭使用公共天線或自行以魚骨天線接收電視訊號的戶數已少之又少，有線電視非常普及。而香港、澳門市民仍然廣泛使用大廈天台公共天線或魚骨天線直接於數位電視機接收免費的高清數碼地面電視而不必像中国大陆那样广泛付费安装机顶盒。由於廣州免費地面頻道少，也不會在無線訊號中轉播香港數碼地面電視，導致廣州塔的利用率成疑。截至2022年，广州的电视信号仍由原有的广东越秀山电视发射塔和广州花果山电视发射塔发射，廣州塔的發射電視信號功能仍然閒置。

## 爭議

### 工程超支及盈利前景
广州塔主要的收入来源于旅游观光的门票收入，加上每日高达25万元的職員薪金及日常维护费用，在每张门票150元的情况下，需每日6000人的人流量才能保本，盈利前景堪忧。
根據廣州市審計局向市人大常委會提交的2013年度審計報告上所示，廣州塔至2014年5月實際投資29.4億元，超支4.44億元，每年支付銀行利息1.35億元，還出現經營困難，持續4年虧損。業主城投集團稱，投資超支主要因建設後期沒有嚴格控制裝修和機電工程的規模、材料標準和工期，銀行利息和建設管理費也超支，經營困難則是因實際遊客人數遠少於預期。據報導，城投集團作為國有企業和城建融資平台之一，其財力靠政府動用土地和特許經營項目等公共資源支持，決定廣州塔的投資及效益與公眾利益相關，也決定其非純粹商業建築，而具公共建築性質。如僅僅因為沒有嚴格控制工程規模等就致超支2.86億元之巨，已涉及直接或間接損害公共利益，而這當中還有部分項目不履行政府採購程序以及物業出租未經報批和公開招租程序等現象。2010年，廣州塔在即將開幕時，被迫降高14.2米，全因設計時沒有考慮到需「保障航空安全」，為此建造支出額外增加了1666萬多元，最終由市政府財政全額「埋單」了事，並沒有對任何人士進行問責。
廣州塔每天實際遊客數3900人，與可研報告預測的9600多人相差甚遠。廣州塔當初將登塔最高票價定為每人150元時，已引發社會質疑。當時廣州塔方面稱，高票價是因為每天要有6000名遊客才不虧本，大概要20年至25年才能還完本息，並指若要減價也要等到還完本息或有得談。
数年后，广州塔的营运状况有所改善。營運方發佈數據指：截至2019年12月，广州塔共接待游客近1,557万人次，当年前11个月共接待游客230万人次。而收入2015年至2019年營運方收入，由4.85亿增值至6.91亿元人民币，其中門票游樂收入佔五成，其次為餐飲收入，此外還有廣州塔珠江游船、商品銷售盈利；到2019年爆發疫情後，公司產生大额虧損。另營運方于2017年在新三板挂牌上市，并计划在主板上市。

### 取代五羊
2017年《财富》全球论坛在广州举办前夕，由中共广州市委宣传部主導、广州美术学院视觉艺术设计学院院长曹雪新设计的城市形象LOGO被廣泛宣傳。其為“广州”二字组合成的廣州塔图形，设计者称选用广州塔作为城市形象的主题元素，是寄托了广州人对未来的畅想。
该LOGO发布后，有群众对广州传统城市形象“五羊”被广州塔取代而感到不满，认为其无法展示广州传统历史积淀与文脉。对此有学者指出，五羊标识蕴含了广州丰富的传统文化底蕴和人们对于丰收的美好愿景，但“可能国际上并不一定能够理解”。设计者亦称曾在方案草稿中添加过红棉、五羊等，但为避免让LOGO承载过多元素而删去。

## 交通
| 编号 | 编号        | 线路         | 线路 | 线路       | 收费  | 备注                   |
| ---- | ----------- | ------------ | ---- | ---------- | ----- | ---------------------- |
|      | 121         | 珠江帝景苑   | ⇆    | 西塱社区   | 2元   |                        |
|      | 121A        | 珠江帝景苑   | ⇆    | 芳和花园   | 2元   |                        |
|      | 204         | 中山八路     | ⇆    | 珠江帝景苑 | 2元   | 经东风路               |
|      | 262         | 珠江帝景苑   | ⇆    | 新洲码头   | 2元   | 经赤岗北路（艺洲路口） |
|      | 旅游公交2线 | 中山八路     | ⇆    | 珠江帝景苑 | 2元   | 经沿江路               |
|      | 夜42        | 珠江帝景苑   | ⇆    | 金宇花园   | 3元   | 121路附属线路          |
|      | 南沙K1支线  | 蕉门公交总站 | ⇆    | 珠江帝景苑 | 3–4元 | 60分/班                |

| 编号 | 编号 | 线路             | 线路 | 线路     | 收费 | 备注                   |
| ---- | ---- | ---------------- | ---- | -------- | ---- | ---------------------- |
|      | 262  | 珠江帝景苑       | ⇆    | 新洲码头 | 2元  | 经赤岗北路（艺洲路口） |
|      | 468  | 海琴湾（下渡路） | ⇆    | 土华     | 2元  |                        |

| 编号 | 编号        | 线路     | 线路 | 线路                 | 收费 | 备注 |
| ---- | ----------- | -------- | ---- | -------------------- | ---- | ---- |
|      | 旅游观光1线 | 黄埔古村 | ⇆    | 珠江泳场（海印公园） | 2元  |      |